# Proud Boys

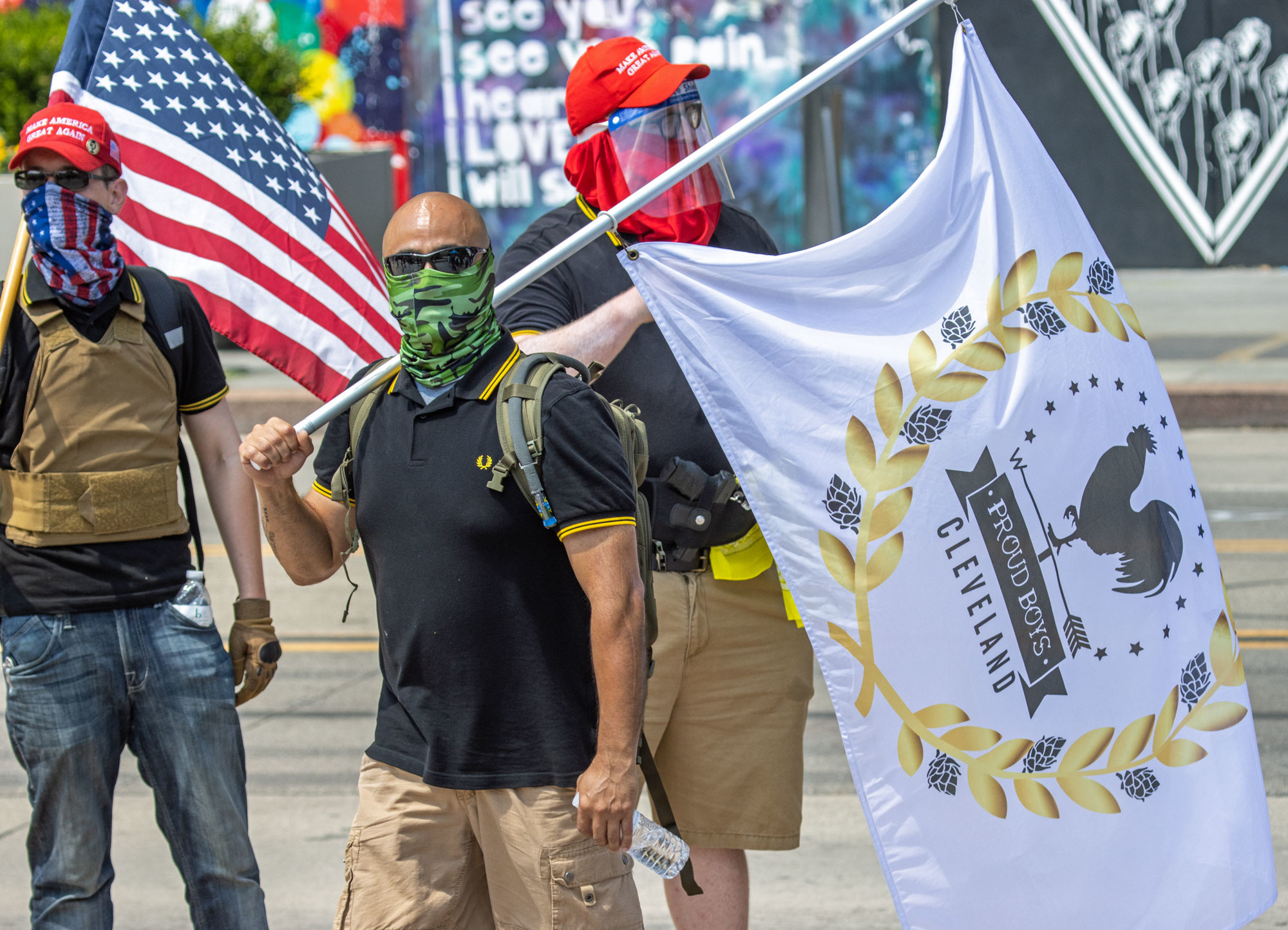
Protesterende Proud Boys. Zwart-gele poloshirts van Fred Perry zijn kenmerkend voor de kleding in de organisatie.

Proud Boys is een extreemrechtse neo-fascistische organisatie die politiek geweld gebruikt en promoot en enkel mannen als leden toelaat. De organisatie is opgericht in 2016 in Canada door Gavin McInnes. Ze bestaat ook in de Verenigde Staten, Australië en het Verenigd Koninkrijk. Op 3 februari 2021 werden de Proud Boys in Canada officieel als terroristische entiteit aangemerkt. Vervolgens hieven de Canadese oprichters de beweging op.

## Geschiedenis
De groep werd opgericht in 2016, als een grap in het extreemrechtse Taki's Magazine door de Canadees Gavin McInnes, mede-oprichter van Vice Media en voormalig commentator. De naam is ontleend aan het nummer "Proud of Your Boy" uit de Disney-film Aladdin. Proud Boys trad op de voorgrond als onderdeel van de alt-right-beweging, maar McInnes begon begin 2017 afstand te nemen van alt-right en zei dat de focus van alt-right op ras ligt, terwijl hij meer waarde hecht aan wat hij definieert als 'de westerse waarden'. Deze rebranding werd heftiger benadrukt na de Unite the Right Rally.

De leider van de Proud Boys, Enrique Tarrio, riep in december 2020 de leden op deel te nemen aan demonstraties in Washington, zij het anoniem en zonder de typische zwart-gele kleding.

### Bestorming van het Capitool
Op 6 januari 2021 namen meerdere leden van de Proud Boys deel aan de mars naar het Capitool waartoe Donald Trump had opgeroepen. Zij waren herkenbaar aan oranje mutsen. Daaropvolgend werden ze waargenomen bij de bestorming van het parlementsgebouw, tezamen met andere rechtsextremistische groepen.
Nicholas Ochs, die de Proud Boys op Hawaii aanvoerde, drong het Capitool binnen met een T-shirt en badge van het bedrijf "Murder the Media" en gaf zich als journalist uit. Hij werd later gearresteerd wegens het onrechtmatig betreden van een regeringsgebouw.
De Canadese regering veroordeelde de deelname van de groep aan de bestorming en gaf hem de status van "terroristische groep".
Verscheidene leiders van Proud Boys werden in 2023 tot zware gevangenisstraffen veroordeeld voor de bestorming van het Capitool.

## Controversiële uitspraken van Donald Trump
Tijdens het eerste televisiedebat met Joe Biden op 29 september 2020 werd Donald Trump gevraagd of hij groepen en milities zou veroordelen die de superioriteit van het blanke ras propageren. Hij vroeg wie hij veroordelen moest en Joe Biden noemde de Proud Boys. Daarop zei hij: "Proud Boys - stand back and stand by" (Proud Boys, hou je gedeisd en blijf paraat). De Proud Boys vatten dit als ondersteuning op. Ook werd de uitspraak als oproep tot geweld rond de presidentsverkiezingen gezien.
- Gemeinsame Normdatei: 1259775593
- Virtual International Authority File: 1814165573919637800006